# Alfred Loewy
Alfred Loewy (* 20. Juni 1873 in Rawitsch bei Posen; † 25. Januar 1935 in Freiburg im Breisgau) war ein deutscher Mathematiker.

## Leben

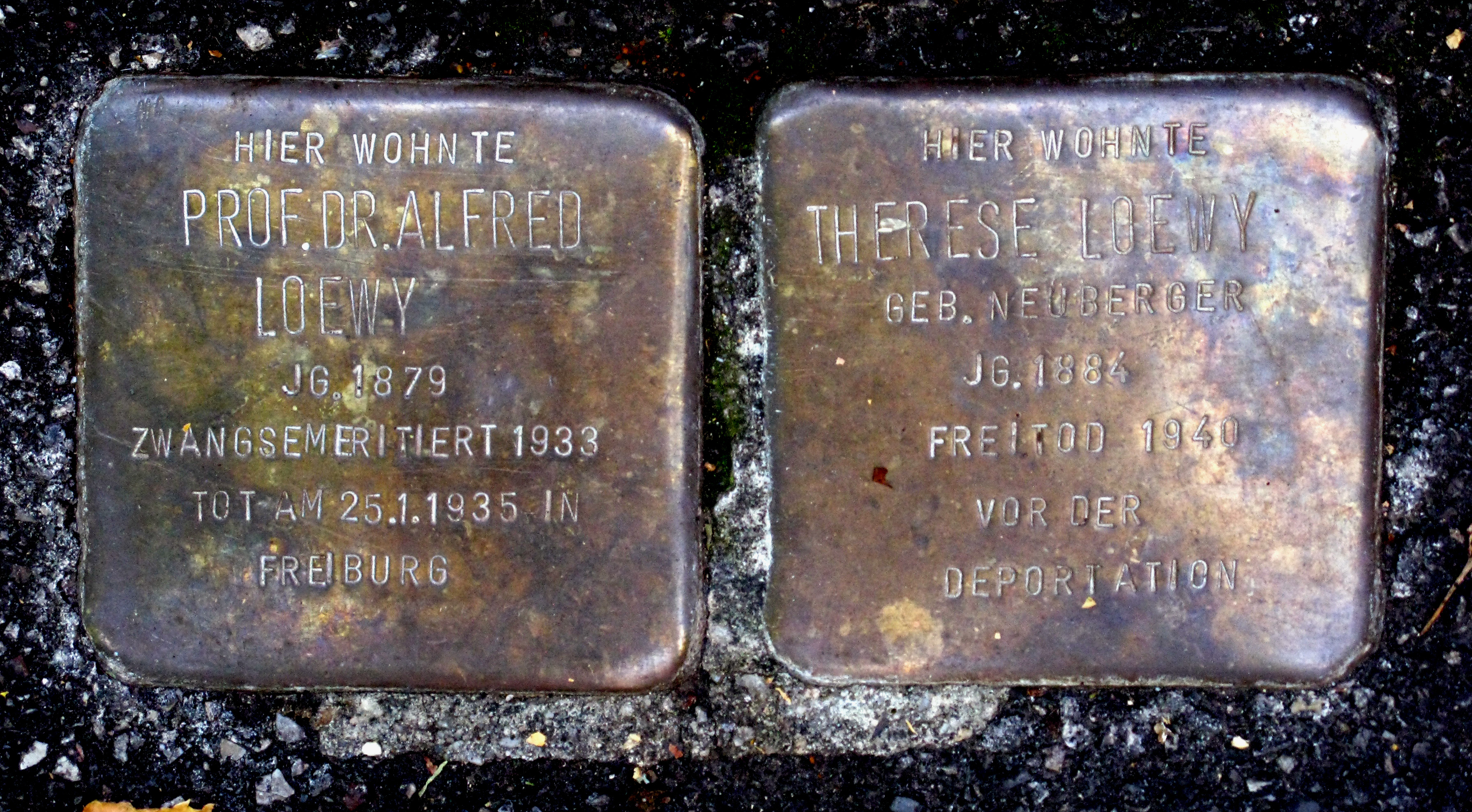
Stolpersteine in der Freiburger Reichsgrafenstraße 14

Loewy, der aus einer streng orthodoxen jüdischen Familie stammt, besuchte 1891 bis 1895 die Universitäten von Breslau, München, Berlin und Göttingen. 1894 wurde er bei Ferdinand Lindemann an der Universität München promoviert (Über die Transformation einer quadratischen Form in sich selbst mit Anwendungen auf die Linien- und Kugelgeometrie). 1897 habilitierte er sich an der Albert-Ludwigs-Universität Freiburg, wo er 1902 außerordentlicher Professor, 1916 Honorarprofessor und 1919 Professor wurde. Loewy hatte Probleme mit den Augen und war seit 1916 einseitig und nach einer misslungenen Operation 1928 vollständig blind.
Nach der Machtergreifung der Nationalsozialisten wurde er 1933 unter Universitätsrektor Martin Heidegger im Rahmen des Gesetzes zur Wiederherstellung des Berufsbeamtentums entlassen.
Loewy arbeitete über die lineare Substitutionsgruppen, der Reduktion algebraischer Gleichungen und Galoistheorie, der Theorie linearer homogener Differentialgleichungen (wo er Methoden der Gruppentheorie anwandte) und Stieltjesintegralen. Außerdem befasste er sich mit Versicherungsmathematik.
Zu seinen Doktoranden zählen Wolfgang Krull und Friedrich Karl Schmidt und zu seinen Studenten Ernst Witt, Bernhard Neumann, Richard Brauer, Reinhold Baer.
Er war der angeheiratete Onkel des Mathematikers Adolf Fraenkel, den er systematisch förderte.
1912 wurde Loewy zum Mitglied der Leopoldina berufen; 1922 wurde er außerordentliches Mitglied der Heidelberger Akademie der Wissenschaften, die ihn 1933 anlässlich seines 60. Geburtstages mit einer Festschrift ehrte.
Im April 2003 wurde vom Künstler Gunter Demnig an der ehemaligen Wohnadresse Reichsgrafenstraße 14 in Freiburg Stolpersteine im Gedenken an Alfred Loewy und seine Frau Therese verlegt.

## Schriften
- Lehrbuch der Algebra, 1915
- Grundlagen der Arithmetik, 1915
- Mathematik des Geld- und Zahlungsverkehrs, 1920
- Versicherungsmathematik, 1903